# Lasianthus japonicus
Lasianthus japonicus är en måreväxtart som beskrevs av Friedrich Anton Wilhelm Miquel. Lasianthus japonicus ingår i släktet Lasianthus och familjen måreväxter.

## Underarter
Arten delas in i följande underarter:
- L. j. japonicus
- L. j. longicaudus